# 新源萬恒控股
新源萬恒控股有限公司，簡稱新源萬恒控股（New Provenance Everlasting Holdings Limited，港交所：2326），是香港一家上市公司，主要業務包括製造和銷售家庭電器、電子消費產品等，公司成立於1984年，原址在長沙灣，在1988年香港總部搬遷到新界火炭坳背灣街富騰工業中心，現時公司註冊在百慕達，主席兼執行董事是張曦，核數師為德勤會計師事務所。大股東是孫粗洪。生產設廠在廣東深圳等地，員工數目超過千人。
前身為「百靈達國際控股有限公司」。

## 外部連結
- 百靈達國際控股 - 官方網址 （页面存档备份，存于）